# Zhanghuifenita
La zhanghuifenita és un mineral de la classe dels fosfats, que pertany al grup de l'alluaudita. Rep el nom en honor de Zhang Huifen (张惠芬) investigadora de l'Institut de Geoquímica de Guangzhou, de l'Acadèmia de Ciències de la Xina.

## Característiques
La zhanghuifenita és un fosfat de fórmula química Na₃Mn₄Mg₂Al(PO₄)₆. Va ser aprovada com a espècie vàlida per l'Associació Mineralògica Internacional l'any 2016. Cristal·litza en el sistema monoclínic. És isostructural amb la bobfergusonita, i químicament similar a la qingheiïta.
Els exemplars que va servir per a determinar l'espècie, el que es coneix com a material tipus, es troben conservats al Museu Mineral de la Universitat d'Arizona, a Tucson (Arizona), amb el número de catàleg: 21321, i al projecte rruff, amb el número de deposició: r160030.

## Formació i jaciments
Va ser descoberta a la pegmatita Santa Ana, al camp pegmatitic de Totoral, al departament de Coronel Pringles (Província de San Luis, Argentina). Es tracta de l'únic indret de tot el planeta on ha estat descrita aquesta espècie mineral.